# Korpija Kijów
Korpija Kijów (ukr. Міні-Футбольний Клуб «Корпія» Київ, Mini-Futbolnyj Kłub "Korpija" Kyjiw) – ukraiński klub futsalu z siedzibą w Kijowie, występujący w latach 1996-2000 w futsalowej Wyższej lidze Ukrainy.

## Historia
Chronologia nazw:
- 1996: US Korpija Kijów (ukr. «УС Корпія» Київ)
- 2000: klub rozwiązano – po fuzji z Kyj-Politechnik Kijów

Na początku lat 90. XX wieku został założony klub futsalowy US Korpija Kijów. W 1996 klub debiutował w Wyższej lidze. W pierwszym sezonie zajął 4.miejsce. Po sezonie 1999/00 połączył się z klubem Kyj-Politechnik Kijów. Nowy klub pod nazwą Korpija-Politech Kijów kontynuował tradycje drużyny z Politechniki, tak jak wkrótce firma Korpija zrezygnowała ze sponsorowania.

## Sukcesy
Sukcesy krajowe
- Mistrzostwo Ukrainy:
  - 4 miejsce (2x): 1996/97, 1999/00
- Puchar Ukrainy:
  - finalista (1x): 1998/99